# Bram Stoker Awards 1996
Der Bram Stoker Award 1996 wurde im Jahr 1997 für Literatur aus dem Vorjahr in sieben Kategorien vergeben. Bei der Verleihung werden jährlich außergewöhnliche Beiträge zur Horrorliteratur geehrt. Der Bram Stoker Award wird seit 1987 vergeben, die Gewinner werden per Wahl von den Mitgliedern der Horror Writers Association (HWA) bestimmt.
Auch 1996 wurden wie im Vorjahr wieder Preise in den etablierten sieben Kategorien einschließlich des Sachbuchs vergeben. Thomas Ligotti gewann den Preis in zwei Kategorien, einmal für seine Novelle The Red Tower sowie für den Sammelband The Nightmare Factory. Owl Goingback wurde mit seinem Roman Crota sowohl in der Kategorie wie auch in der für das Erstlingswerk nominiert und wurde mit letzteren ausgezeichnet.

## Gewinner und nominierte Autoren
Der Bram Stoker Award 1996 wurde im Jahr 1997 in sieben Kategorien vergeben:
| Kategorie                         | Gewinner                      | Werk                                     | Weitere nominierte Autoren | Bilder der Gewinner       |
| --------------------------------- | ----------------------------- | ---------------------------------------- | --- | ------------------------- |
| Roman (Novel)                     | Stephen King                  | The Green Mile (deutsch: The Green Mile) | - Poppy Z. Brite: Exquisite Corpse - Owl Goingback: Crota - Peter Straub: The Hellfire Club (deutsch: Reise in die Nacht)                                                                                      | Stephen King, 2005        |
| Erstlingswerk (First Novel)       | Owl Goingback                 | Crota                                    | - Donald Burleson: Flute Song - Greg Kihn: Horror Show - Del Stone: Dead Heat |                           |
| Novelle (Long Fiction)            | Thomas Ligotti                | The Red Tower                            | - Jack Cady: Kilroy Was Here - Nancy Collins: The Thing from Lover's Lane - S.P. Somtow: Brimstone and Salt |                           |
| Kurzgeschichte (Short Fiction)    | P.D. Cacek                    | Metalica                                 | - Robert Devereaux: The Slobbering Tongue That Ate the Frightfully Huge Woman - Graham Masterton: The Secret Shih Tan - Brian Stableford: The House of Mourning - Karl Edward Wagner: Plan 10 from Inner Space |                           |
| Sammelband (Fiction Collection)   | Thomas Ligotti                | The Nightmare Factory                    | - Brian Hodge: The Convulsion Factory - Elizabeth Massie: Shadow Dreams - Wayne Allen Sallee: With Wounds Still Wet - S.P. Somtow: The Pavilion of Frozen Women                                                |                           |
| Sachbuch (Nonfiction)             | S.T. Joshi                    | H.P. Lovecraft: A Life                   | - Barbara Belford: Bram Stoker: A Biography of the Author of Dracula - Don Hutchison: The Great Pulp Heroes - Stephen Jones: The Illustrated Werewolf - David Skal: V is for Vampire                           |                           |
| Lebenswerk (Lifetime Achievement) | Ira Levin Forrest J. Ackerman |                                          | | Forrest J. Ackerman, 1990 |